# 하나다 소년사
《하나다 소년사》(花田少年史)는 장난꾸러기 소년 하나다 이치로가 머리를 다치고 나서 유령을 보고 대화할 수 있는 능력을 갖게되면서 일어나는 일을 그린 일본의 만화가 잇시키 마코토의 만화이다. 1993년부터 1995년까지 미스터 매거진에 연재됐으며 1995년 고단샤 만화상 일반부문상을 받았다.
2002년 10월 2일부터 2003년 3월 26일까지 매드하우스가 애니메이션으로 제작해 방송됐으며, 한국에는 《기동아 부탁해》란 제목으로 방송됐다.
2006년에는 《유령과 비밀의 터널》이란 부제를 달고 실사 영화로 개봉됐다.